# تتیانا آنتیپنکو
تتیانا آنتیپنکو (انگلیسی: Tetyana Antypenko؛ زادهٔ ۲۴ سپتامبر ۱۹۸۱) اسکی‌باز صحرانوردی اهل اوکراین است. وی همچنین از اسکی‌بازان اسکی صحرانوردی در بازی‌های المپیک زمستانی ۲۰۰۶ تا ۲۰۱۸ بوده‌است.